# Arriba (Sober)
Arriba es una entidad de población española de la parroquia de Barantes, en el municipio de Sober, perteneciente a la provincia de Lugo, en la comunidad autónoma de Galicia.

## Toponimia
El nombre del lugar puede encontrarse escrito con las grafías Arriba y A Riba.

## Historia
Hacia mediados del siglo XIX, el lugar, ya por entonces perteneciente a la parroquia de Barantes, tenía contabilizada una población de 16 habitantes. Aparece descrito en el tercer volumen del Diccionario geográfico-estadístico-histórico de España y sus posesiones de Ultramar de Pascual Madoz con las siguientes palabras:

ARRIBA: ald. en la prov. de Lugo, ayunt. de Sober y felig. de San Juan de Barantes (V.): pobl. 3 vec., 16 almas.
(Madoz, 1846, p. 16)

En 2023, la entidad singular de población tenía empadronados 3 habitantes, todos diseminados.